# Torneo de Reservas de Venezuela 2019
El Torneo de Reservas de Venezuela 2019 de la temporada 2019 fue la 1ª edición de este torneo desde su creación en 2019. El torneo lo organizó la Federación Venezolana de Fútbol.
Un total de 14 equipos participaron  en la competición, que son las filiales de 14 equipos de la Primera División de Venezuela 2018.
El Torneo comenzó el 13 de abril con el Torneo Apertura y culminó en diciembre con la final para definir el campeón absoluto.

## Aspectos generales

### Modalidad
El campeonato de Reservas constará de dos torneos: Apertura y Clausura; con una sola fase final. Los Torneos se jugarán con 2 grupos, de 7 equipos cada uno para hacer un total de 14 equipos, todos contra todos en cada grupo a una vuelta cada uno, con tabla de clasificación independiente. Una vez jugados torneos Apertura y Clausura, los mejores 8 de una tabla acumulada de ambos grupos clasifican a la liguilla (fase final) para definir al campeón.
La Tabla Acumulada, es la suma los resultados de las “Tablas Clasificatorias” de cada torneo corto; al final de la temporada.
Finalmente para determinar el Campeón de la temporada, se jugará una serie final con partidos de ida y vuelta entre los mejores 8 de la tabla acumulada.

## Equipos participantes

### Datos de los equipos
| Academia Puerto Cabello                 | Puerto Cabello | Daniel Uson      | Complejo Deportivo Vistamar          | 2  | -  |
| Deportivo Lara                          | Barquisimeto   | Hernaex Landaeta | Metropolitano de Cabudare            | 8  | 1  |
| Lala FC                                 | Ciudad Guayana | Wilfredo Moreno  | Polideportivo El Gallo               | 1  | —  |
| Atlético Venezuela                      | Caracas        | Víctor Rodríguez | CD Fray Luis de León I               | 7  | —  |
| Caracas                                 | Caracas        | Henry Meléndez   | Cocodrilos Sport Park                | 35 | 11 |
| Deportivo La Guaira                     | Caracas        | Daniel Farías    | CD Fray Luis de León I               | 9  | —  |
| Deportivo Táchira                       | San Cristóbal  | Jesús Ortiz      | Cancha Alterna Pueblo Nuevo          | 45 | 8  |
| Estudiantes de Caracas                  | Caracas        | Ernesto Pino     | Hermanos Ghersi                      | 3  | —  |
| Estudiantes de Mérida                   | Mérida         | Mateo Ramírez    | Metropolitano de Mérida              | 47 | 2  |
| Llaneros de Guanare                     | Guanare        | Jairo Velandria  | Rafael Pinto                         | 25 | —  |
| Metropolitanos                          | Caracas        | Alberto Fros     | Universidad Santa María              | 4  | —  |
| Monagas                                 | Maturín        | Luis López       | Cancha Alterna Monumental de Maturín | 22 | 1  |
| Portuguesa                              | Araure         | Raúl Vargas      | José Antonio Paez                    | 45 | 5  |
| Zamora                                  | Barinas        | Luis Terán       | CD Fuerte Tabacare                   | 13 | 4  |
| Datos actualizados el 17 agosto de 2019 |                |                  |                                      |    |    |
| * Incluye temporada actual              |                |                  |                                      |    |    |

## Tabla acumulada
Corresponde a la clasificación que obtienen los equipos durante la temporada 2019, es decir, la sumatoria de los puntos obtenidos en los dos torneos cortos (Torneo Apertura y Clausura); y donde la posición de cada equipo es independiente a la obtenida durante los 2 torneos anteriormente mencionados.
.
|     | Equipo                  | PJ | PG | PE | PP | GF | GC | DG  | PTS |
| --- | ----------------------- | -- | -- | -- | -- | -- | -- | --- | --- |
| 1.  | Zamora F.C.             | 8  | 5  | 2  | 1  | 27 | 24 | 3   | 17  |
| 2.  | Academia Puerto Cabello | 8  | 4  | 3  | 2  | 31 | 27 | 4   | 15  |
| 3.  | Atlético Venezuela      | 7  | 3  | 5  | 2  | 25 | 21 | 4   | 14  |
| 4.  | Deportivo Lara          | 7  | 4  | 1  | 2  | 24 | 22 | 2   | 13  |
| 5.  | Portuguesa F.C.         | 8  | 3  | 4  | 1  | 21 | 30 | -9  | 13  |
| 6.  | Caracas F.C.            | 8  | 3  | 3  | 2  | 34 | 15 | 19  | 12  |
| 7.  | Deportivo La Guaira     | 7  | 3  | 2  | 0  | 36 | 25 | 11  | 11  |
| 8.  | Deportivo Táchira       | 8  | 3  | 1  | 6  | 28 | 25 | 3   | 10  |
| 9.  | Monagas S.C.            | 8  | 1  | 5  | 3  | 26 | 27 | -1  | 9   |
| 10. | A.C. Lala F.C.          | 8  | 2  | 3  | 3  | 22 | 33 | -11 | 9   |
| 11. | Metropolitanos F.C.     | 8  | 2  | 2  | 4  | 21 | 18 | 3   | 8   |
| 12. | Estudiantes de Caracas  | 8  | 1  | 5  | 2  | 25 | 36 | -11 | 8   |
| 13. | Estudiantes de Mérida   | 7  | 1  | 1  | 6  | 24 | 12 | 12  | 4   |
| 14. | Llaneros de Guanare     | 8  | 1  | 1  | 6  | 27 | 46 | -19 | 4   |

|  |

|  | Clasifican a la liguilla. |

### Evolución en las posiciones
| Carabobo F.C.           | 12 | 5  | 14 | 8  | 1  | 1  | 1  | 1  | 1  | 1  | 1  | 1  | 1  | 1  | 1  | 1  | 1  | 1  | 1  | 1 | 1 |
| Metropolitanos F.C.     | 16 | 15 | 9  | 4  | 11 | 6  | 2  | 2  | 3  | 7  | 9  | 10 | 11 | 13 | 13 | 8  | 5  | 6  | 12 |   |   |
| Mineros de Guayana      | 1  | 1  | 1  | 1  | 2  | 2  | 3  | 3  | 2  | 3  | 5  | 5  | 10 | 3  | 4  | 4  | 2  | 3  | 3  |   |   |
| Deportivo La Guaira     | 13 | 20 | 15 | 7  | 5  | 9  | 4  | 4  | 6  | 4  | 4  | 4  | 4  | 5  | 7  | 6  | 7  | 9  | 10 |   |   |
| Aragua F.C.             | 4  | 7  | 12 | 11 | 13 | 10 | 5  | 5  | 8  | 6  | 8  | 6  | 5  | 6  | 6  | 7  | 10 | 5  | 5  |   |   |
| Caracas F.C.            | 8  | 3  | 2  | 3  | 9  | 4  | 6  | 6  | 4  | 5  | 3  | 2  | 2  | 2  | 2  | 2  | 3  | 2  | 2  |   |   |
| Zamora F.C.             | 2  | 6  | 4  | 10 | 6  | 5  | 7  | 7  | 5  | 2  | 2  | 3  | 3  | 7  | 10 | 10 | 8  | 8  | 6  |   |   |
| Zulia F.C.              | 19 | 11 | 13 | 6  | 4  | 7  | 8  | 8  | 9  | 12 | 10 | 11 | 12 | 14 | 15 | 15 | 12 | 11 | 7  |   |   |
| Deportivo Táchira       | 5  | 9  | 5  | 9  | 10 | 14 | 9  | 9  | 7  | 10 | 6  | 9  | 7  | 4  | 5  | 5  | 6  | 7  | 9  |   |   |
| Estudiantes de Mérida   | 9  | 12 | 17 | 12 | 14 | 13 | 10 | 10 | 11 | 9  | 7  | 8  | 6  | 9  | 3  | 3  | 4  | 4  | 4  |   |   |
| Monagas S.C.            | 3  | 2  | 3  | 2  | 3  | 3  | 11 | 11 | 12 | 8  | 12 | 13 | 8  | 10 | 9  | 9  | 11 | 14 | 13 |   |   |
| Estudiantes de Caracas  | 6  | 10 | 6  | 5  | 12 | 8  | 12 | 12 | 13 | 15 | 15 | 16 | 15 | 17 | 16 | 16 | 16 | 16 | 16 |   |   |
| Academia Puerto Cabello | 14 | 14 | 16 | 18 | 16 | 15 | 13 | 13 | 14 | 14 | 14 | 14 | 13 | 12 | 8  | 13 | 9  | 10 | 11 |   |   |
| Deportivo Lara          | 18 | 17 | 8  | 14 | 7  | 11 | 14 | 14 | 15 | 11 | 13 | 7  | 9  | 8  | 11 | 11 | 14 | 12 | 14 |   |   |
| Portuguesa F.C.         | 7  | 4  | 10 | 15 | 8  | 12 | 15 | 15 | 16 | 16 | 16 | 15 | 16 | 16 | 17 | 17 | 17 | 17 | 17 |   |   |
| Atlético Venezuela      | 11 | 13 | 7  | 16 | 17 | 16 | 16 | 16 | 10 | 13 | 11 | 12 | 14 | 11 | 12 | 12 | 13 | 13 | 8  |   |   |
| Llaneros de Guanare     | 10 | 18 | 18 | 13 | 15 | 17 | 17 | 17 | 17 | 18 | 18 | 19 | 19 | 20 | 20 | 18 | 18 | 18 | 18 |   |   |
| Trujillanos F.C.        | 17 | 8  | 11 | 17 | 18 | 18 | 18 | 18 | 20 | 17 | 17 | 17 | 17 | 18 | 19 | 19 | 19 | 19 | 19 |   |   |
| Lala F.C.               | 20 | 19 | 20 | 19 | 19 | 19 | 19 | 19 | 18 | 19 | 19 | 18 | 18 | 15 | 14 | 14 | 15 | 15 | 15 |   |   |
| Deportivo Anzoátegui    | 15 | 16 | 19 | 20 | 20 | 20 | 20 | 20 | 19 | 20 | 20 | 20 | 20 | 19 | 18 | 20 | 20 | 20 | 20 |   |   |

| 1. 2. 3. 4. 5. 6. 7. |

## Liguilla Final
Se realiza una liguilla conformada por los primeros ocho equipos de la tabla acumulada, los cuales se enfrentan de acuerdo a la posición obtenida. Se juega en tres fases a doble partido, donde el partido de vuelta se juega en casa del equipo que haya obtenido mejor posición durante el torneo. El vencedor de la liguilla se proclama campeón del Torneo de Reservas 2019.
|  | Cuartos de final | Cuartos de final   | Cuartos de final   | Cuartos de final | Cuartos de final |   |   | Semifinales | Semifinales | Semifinales | Semifinales | Semifinales |   |  | Final | Final | Final | Final | Final |  |
|  |                  |                    |                    |                  |                  |   |   |             |             |             |             |             |   |  |       |       |       |       |       |  |
|  |                  |                    |                    |                  |                  |   |   |             |             |             |             |             |   |  |       |       |       |       |       |  |
|  |                  |                    |                    |                  |                  |   |   |             |             |             |             |             |   |  |       |       |       |       |       |  |
|  |                  |                    |                    |                  |                  |   |   |             |             |             |             |             |   |  |       |       |       |       |       |  |
|  |                  |                    |                    |                  |                  |   |   |             |             |             |             |             |   |  |       |       |       |       |       |  |
|  |                  | Academia PC        | Academia PC        | 1                | 2                | 3 |   |             |             |             |             |             |   |  |       |       |       |       |       |  |
|  |                  |                    |                    |                  |                  | 3 |   |             |             |             |             |             |   |  |       |       |       |       |       |  |
|  |                  |                    | Zamora FC          | Zamora FC        | 3                | 1 | 4 |             |             |             |             |             |   |  |       |       |       |       |       |  |
|  |                  |                    | Zamora FC          | Zamora FC        | 3                | 1 | 4 |             |             |             |             |             |   |  |       |       |       |       |       |  |
|  |                  |                    |                    |                  |                  |   |   |             |             |             |             |             |   |  |       |       |       |       |       |  |
|  |                  |                    |                    |                  |                  |   |   |             |             |             |             |             |   |  |       |       |       |       |       |  |
|  |                  |                    |                    |                  |                  |   |   |             | Zamora FC   | Zamora FC   | 0           | 1           | 1 |  |       |       |       |       |       |  |
|  |                  |                    |                    |                  |                  |   |   |             |             |             |             |             | 1 |  |       |       |       |       |       |  |
|  |                  |                    | Caracas FC         | Caracas FC       | 0                | 2 | 2 |             |             |             |             |             |   |  |       |       |       |       |       |  |
|  |                  |                    | Caracas FC         | Caracas FC       | 0                | 2 | 2 |             |             |             |             |             |   |  |       |       |       |       |       |  |
|  |                  |                    |                    |                  |                  |   |   |             |             |             |             |             |   |  |       |       |       |       |       |  |
|  |                  |                    |                    |                  |                  |   |   |             |             |             |             |             |   |  |       |       |       |       |       |  |
|  |                  | Atlético Venezuela | Atlético Venezuela | 0                | 0                | 0 |   |             |             |             |             |             |   |  |       |       |       |       |       |  |
|  |                  |                    |                    |                  |                  | 0 |   |             |             |             |             |             |   |  |       |       |       |       |       |  |
|  |                  |                    | Caracas FC         | Caracas FC       | 1                | 1 | 2 |             |             |             |             |             |   |  |       |       |       |       |       |  |
|  |                  |                    | Caracas FC         | Caracas FC       | 1                | 1 | 2 |             |             |             |             |             |   |  |       |       |       |       |       |  |
|  |                  |                    |                    |                  |                  |   |   |             |             |             |             |             |   |  |       |       |       |       |       |  |
|  |                  |                    |                    |                  |                  |   |   |             |             |             |             |             |   |  |       |       |       |       |       |  |
|  |                  |                    |                    |                  |                  |   |   |             |             |             |             |             |   |  |       |       |       |       |       |  |
|  |                  |                    |                    |                  |                  |   |   |             |             |             |             |             |   |  |       |       |       |       |       |  |

| Caracas FC (1° Título) |

## Final del Torneo de Reservas
Esta final la disputarán los dos mejores equipos de la Liguilla Final, para definir al Campeón Absoluto de la temporada.

### Ida
| 1     | Guardameta     | Bandera de Venezuela           |  |
|       | Centrocampista | Bandera de Venezuela           |  |
|       | Defensa        | Bandera de Venezuela · Capitán |  |
|       | Defensa        | Bandera de Venezuela           |  |
|       | Defensa        | Bandera de Venezuela           |  |
|       | Centrocampista | Bandera de Venezuela           |  |
|       | Centrocampista | Bandera de Venezuela           |  |
|       | Centrocampista | Bandera de Venezuela           |  |
|       | Centrocampista | Bandera de Venezuela           |  |
|       | Delantero      | Bandera de Venezuela           |  |
|       | Delantero      | Bandera de Venezuela           |  |
| D. T. | D. T.          | Bandera de Venezuela           |  |

| 1     | Guardameta     | Bandera de Venezuela           |    |
|       | Defensa        | Bandera de Venezuela · Capitán |    |
|       | Defensa        | Bandera de Venezuela           |    |
|       | Defensa        | Bandera de Venezuela           |    |
|       | Defensa        | Bandera de Venezuela           |    |
|       | Centrocampista | Bandera de Venezuela           | 46 |
|       | Centrocampista | Bandera de Venezuela           |    |
|       | Centrocampista | Bandera de Venezuela           |    |
|       | Centrocampista | Bandera de Venezuela           |    |
|       | Delantero      | Bandera de Venezuela           |    |
|       | Delantero      | Bandera de Venezuela           |    |
| D. T. | D. T.          | Bandera de Venezuela           |    |

| 17 | Centrocampista | Bandera de Venezuela | Entró |
|    | Centrocampista | Bandera de Venezuela | Entró |
|    | Delantero      | Bandera de Venezuela | Entró |

| 15 | Centrocampista | Bandera de ? | Entró |
|    | Centrocampista | Bandera de ? | Entró |
|    | Delantero      | Bandera de ? | Entró |

| Anotado | Bandera de ? | 1 |

| Anotado | Bandera de ? |  |

| Amonestado | Bandera de ? |

| Amonestado | Bandera de ? |

| 1     | Guardameta     | Bandera de Venezuela           |  |
|       | Centrocampista | Bandera de Venezuela           |  |
|       | Defensa        | Bandera de Venezuela · Capitán |  |
|       | Defensa        | Bandera de Venezuela           |  |
|       | Defensa        | Bandera de Venezuela           |  |
|       | Centrocampista | Bandera de Venezuela           |  |
|       | Centrocampista | Bandera de Venezuela           |  |
|       | Centrocampista | Bandera de Venezuela           |  |
|       | Centrocampista | Bandera de Venezuela           |  |
|       | Delantero      | Bandera de Venezuela           |  |
|       | Delantero      | Bandera de Venezuela           |  |
| D. T. | D. T.          | Bandera de Venezuela           |  |

| 1     | Guardameta     | Bandera de Venezuela           |    |
|       | Defensa        | Bandera de Venezuela · Capitán |    |
|       | Defensa        | Bandera de Venezuela           |    |
|       | Defensa        | Bandera de Venezuela           |    |
|       | Defensa        | Bandera de Venezuela           |    |
|       | Centrocampista | Bandera de Venezuela           | 46 |
|       | Centrocampista | Bandera de Venezuela           |    |
|       | Centrocampista | Bandera de Venezuela           |    |
|       | Centrocampista | Bandera de Venezuela           |    |
|       | Delantero      | Bandera de Venezuela           |    |
|       | Delantero      | Bandera de Venezuela           |    |
| D. T. | D. T.          | Bandera de Venezuela           |    |

| 17 | Centrocampista | Bandera de Venezuela | Entró |
|    | Centrocampista | Bandera de Venezuela | Entró |
|    | Delantero      | Bandera de Venezuela | Entró |

| 15 | Centrocampista | Bandera de ? | Entró |
|    | Centrocampista | Bandera de ? | Entró |
|    | Delantero      | Bandera de ? | Entró |

| Anotado | Bandera de ? | 1 |

| Anotado | Bandera de ? |  |

| Amonestado | Bandera de ? |

| Amonestado | Bandera de ? |

| 1     | Guardameta     | Bandera de Venezuela           |  |
|       | Centrocampista | Bandera de Venezuela           |  |
|       | Defensa        | Bandera de Venezuela · Capitán |  |
|       | Defensa        | Bandera de Venezuela           |  |
|       | Defensa        | Bandera de Venezuela           |  |
|       | Centrocampista | Bandera de Venezuela           |  |
|       | Centrocampista | Bandera de Venezuela           |  |
|       | Centrocampista | Bandera de Venezuela           |  |
|       | Centrocampista | Bandera de Venezuela           |  |
|       | Delantero      | Bandera de Venezuela           |  |
|       | Delantero      | Bandera de Venezuela           |  |
| D. T. | D. T.          | Bandera de Venezuela           |  |

| 1     | Guardameta     | Bandera de Venezuela           |    |
|       | Defensa        | Bandera de Venezuela · Capitán |    |
|       | Defensa        | Bandera de Venezuela           |    |
|       | Defensa        | Bandera de Venezuela           |    |
|       | Defensa        | Bandera de Venezuela           |    |
|       | Centrocampista | Bandera de Venezuela           | 46 |
|       | Centrocampista | Bandera de Venezuela           |    |
|       | Centrocampista | Bandera de Venezuela           |    |
|       | Centrocampista | Bandera de Venezuela           |    |
|       | Delantero      | Bandera de Venezuela           |    |
|       | Delantero      | Bandera de Venezuela           |    |
| D. T. | D. T.          | Bandera de Venezuela           |    |

| 17 | Centrocampista | Bandera de Venezuela | Entró |
|    | Centrocampista | Bandera de Venezuela | Entró |
|    | Delantero      | Bandera de Venezuela | Entró |

| 15 | Centrocampista | Bandera de ? | Entró |
|    | Centrocampista | Bandera de ? | Entró |
|    | Delantero      | Bandera de ? | Entró |

| Anotado | Bandera de ? | 1 |

| Anotado | Bandera de ? |  |

| Amonestado | Bandera de ? |

| Amonestado | Bandera de ? |

| 1     | Guardameta     | Bandera de Venezuela           |  |
|       | Centrocampista | Bandera de Venezuela           |  |
|       | Defensa        | Bandera de Venezuela · Capitán |  |
|       | Defensa        | Bandera de Venezuela           |  |
|       | Defensa        | Bandera de Venezuela           |  |
|       | Centrocampista | Bandera de Venezuela           |  |
|       | Centrocampista | Bandera de Venezuela           |  |
|       | Centrocampista | Bandera de Venezuela           |  |
|       | Centrocampista | Bandera de Venezuela           |  |
|       | Delantero      | Bandera de Venezuela           |  |
|       | Delantero      | Bandera de Venezuela           |  |
| D. T. | D. T.          | Bandera de Venezuela           |  |

| 1     | Guardameta     | Bandera de Venezuela           |    |
|       | Defensa        | Bandera de Venezuela · Capitán |    |
|       | Defensa        | Bandera de Venezuela           |    |
|       | Defensa        | Bandera de Venezuela           |    |
|       | Defensa        | Bandera de Venezuela           |    |
|       | Centrocampista | Bandera de Venezuela           | 46 |
|       | Centrocampista | Bandera de Venezuela           |    |
|       | Centrocampista | Bandera de Venezuela           |    |
|       | Centrocampista | Bandera de Venezuela           |    |
|       | Delantero      | Bandera de Venezuela           |    |
|       | Delantero      | Bandera de Venezuela           |    |
| D. T. | D. T.          | Bandera de Venezuela           |    |

| 17 | Centrocampista | Bandera de Venezuela | Entró |
|    | Centrocampista | Bandera de Venezuela | Entró |
|    | Delantero      | Bandera de Venezuela | Entró |

| 15 | Centrocampista | Bandera de ? | Entró |
|    | Centrocampista | Bandera de ? | Entró |
|    | Delantero      | Bandera de ? | Entró |

| Anotado | Bandera de ? | 1 |

| Anotado | Bandera de ? |  |

| Amonestado | Bandera de ? |

| Amonestado | Bandera de ? |

### Vuelta
| 1     | Guardameta     | Bandera de Venezuela           |  |
|       | Centrocampista | Bandera de Venezuela           |  |
|       | Defensa        | Bandera de Venezuela · Capitán |  |
|       | Defensa        | Bandera de Venezuela           |  |
|       | Defensa        | Bandera de Venezuela           |  |
|       | Centrocampista | Bandera de Venezuela           |  |
|       | Centrocampista | Bandera de Venezuela           |  |
|       | Centrocampista | Bandera de Venezuela           |  |
|       | Centrocampista | Bandera de Venezuela           |  |
|       | Delantero      | Bandera de Venezuela           |  |
|       | Delantero      | Bandera de Venezuela           |  |
| D. T. | D. T.          | Bandera de Venezuela           |  |

| 1     | Guardameta     | Bandera de Venezuela           |    |
|       | Defensa        | Bandera de Venezuela · Capitán |    |
|       | Defensa        | Bandera de Venezuela           |    |
|       | Defensa        | Bandera de Venezuela           |    |
|       | Defensa        | Bandera de Venezuela           |    |
|       | Centrocampista | Bandera de Venezuela           | 46 |
|       | Centrocampista | Bandera de Venezuela           |    |
|       | Centrocampista | Bandera de Venezuela           |    |
|       | Centrocampista | Bandera de Venezuela           |    |
|       | Delantero      | Bandera de Venezuela           |    |
|       | Delantero      | Bandera de Venezuela           |    |
| D. T. | D. T.          | Bandera de Venezuela           |    |

| 32 | Centrocampista | Bandera de Venezuela | Entró |
|    | Centrocampista | Bandera de Venezuela | Entró |
|    | Delantero      | Bandera de Venezuela | Entró |

| 23 | Centrocampista | Bandera de ? | Entró |
|    | Centrocampista | Bandera de ? | Entró |
|    | Delantero      | Bandera de ? | Entró |

| Anotado | Bandera de ? | 1 |

| Anotado | Bandera de ? |  |

| Amonestado | Bandera de ? |

| Amonestado | Bandera de ? |

| 1     | Guardameta     | Bandera de Venezuela           |  |
|       | Centrocampista | Bandera de Venezuela           |  |
|       | Defensa        | Bandera de Venezuela · Capitán |  |
|       | Defensa        | Bandera de Venezuela           |  |
|       | Defensa        | Bandera de Venezuela           |  |
|       | Centrocampista | Bandera de Venezuela           |  |
|       | Centrocampista | Bandera de Venezuela           |  |
|       | Centrocampista | Bandera de Venezuela           |  |
|       | Centrocampista | Bandera de Venezuela           |  |
|       | Delantero      | Bandera de Venezuela           |  |
|       | Delantero      | Bandera de Venezuela           |  |
| D. T. | D. T.          | Bandera de Venezuela           |  |

| 1     | Guardameta     | Bandera de Venezuela           |    |
|       | Defensa        | Bandera de Venezuela · Capitán |    |
|       | Defensa        | Bandera de Venezuela           |    |
|       | Defensa        | Bandera de Venezuela           |    |
|       | Defensa        | Bandera de Venezuela           |    |
|       | Centrocampista | Bandera de Venezuela           | 46 |
|       | Centrocampista | Bandera de Venezuela           |    |
|       | Centrocampista | Bandera de Venezuela           |    |
|       | Centrocampista | Bandera de Venezuela           |    |
|       | Delantero      | Bandera de Venezuela           |    |
|       | Delantero      | Bandera de Venezuela           |    |
| D. T. | D. T.          | Bandera de Venezuela           |    |

| 32 | Centrocampista | Bandera de Venezuela | Entró |
|    | Centrocampista | Bandera de Venezuela | Entró |
|    | Delantero      | Bandera de Venezuela | Entró |

| 23 | Centrocampista | Bandera de ? | Entró |
|    | Centrocampista | Bandera de ? | Entró |
|    | Delantero      | Bandera de ? | Entró |

| Anotado | Bandera de ? | 1 |

| Anotado | Bandera de ? |  |

| Amonestado | Bandera de ? |

| Amonestado | Bandera de ? |

| 1     | Guardameta     | Bandera de Venezuela           |  |
|       | Centrocampista | Bandera de Venezuela           |  |
|       | Defensa        | Bandera de Venezuela · Capitán |  |
|       | Defensa        | Bandera de Venezuela           |  |
|       | Defensa        | Bandera de Venezuela           |  |
|       | Centrocampista | Bandera de Venezuela           |  |
|       | Centrocampista | Bandera de Venezuela           |  |
|       | Centrocampista | Bandera de Venezuela           |  |
|       | Centrocampista | Bandera de Venezuela           |  |
|       | Delantero      | Bandera de Venezuela           |  |
|       | Delantero      | Bandera de Venezuela           |  |
| D. T. | D. T.          | Bandera de Venezuela           |  |

| 1     | Guardameta     | Bandera de Venezuela           |    |
|       | Defensa        | Bandera de Venezuela · Capitán |    |
|       | Defensa        | Bandera de Venezuela           |    |
|       | Defensa        | Bandera de Venezuela           |    |
|       | Defensa        | Bandera de Venezuela           |    |
|       | Centrocampista | Bandera de Venezuela           | 46 |
|       | Centrocampista | Bandera de Venezuela           |    |
|       | Centrocampista | Bandera de Venezuela           |    |
|       | Centrocampista | Bandera de Venezuela           |    |
|       | Delantero      | Bandera de Venezuela           |    |
|       | Delantero      | Bandera de Venezuela           |    |
| D. T. | D. T.          | Bandera de Venezuela           |    |

| 32 | Centrocampista | Bandera de Venezuela | Entró |
|    | Centrocampista | Bandera de Venezuela | Entró |
|    | Delantero      | Bandera de Venezuela | Entró |

| 23 | Centrocampista | Bandera de ? | Entró |
|    | Centrocampista | Bandera de ? | Entró |
|    | Delantero      | Bandera de ? | Entró |

| Anotado | Bandera de ? | 1 |

| Anotado | Bandera de ? |  |

| Amonestado | Bandera de ? |

| Amonestado | Bandera de ? |

| 1     | Guardameta     | Bandera de Venezuela           |  |
|       | Centrocampista | Bandera de Venezuela           |  |
|       | Defensa        | Bandera de Venezuela · Capitán |  |
|       | Defensa        | Bandera de Venezuela           |  |
|       | Defensa        | Bandera de Venezuela           |  |
|       | Centrocampista | Bandera de Venezuela           |  |
|       | Centrocampista | Bandera de Venezuela           |  |
|       | Centrocampista | Bandera de Venezuela           |  |
|       | Centrocampista | Bandera de Venezuela           |  |
|       | Delantero      | Bandera de Venezuela           |  |
|       | Delantero      | Bandera de Venezuela           |  |
| D. T. | D. T.          | Bandera de Venezuela           |  |

| 1     | Guardameta     | Bandera de Venezuela           |    |
|       | Defensa        | Bandera de Venezuela · Capitán |    |
|       | Defensa        | Bandera de Venezuela           |    |
|       | Defensa        | Bandera de Venezuela           |    |
|       | Defensa        | Bandera de Venezuela           |    |
|       | Centrocampista | Bandera de Venezuela           | 46 |
|       | Centrocampista | Bandera de Venezuela           |    |
|       | Centrocampista | Bandera de Venezuela           |    |
|       | Centrocampista | Bandera de Venezuela           |    |
|       | Delantero      | Bandera de Venezuela           |    |
|       | Delantero      | Bandera de Venezuela           |    |
| D. T. | D. T.          | Bandera de Venezuela           |    |

| 32 | Centrocampista | Bandera de Venezuela | Entró |
|    | Centrocampista | Bandera de Venezuela | Entró |
|    | Delantero      | Bandera de Venezuela | Entró |

| 23 | Centrocampista | Bandera de ? | Entró |
|    | Centrocampista | Bandera de ? | Entró |
|    | Delantero      | Bandera de ? | Entró |

| Anotado | Bandera de ? | 1 |

| Anotado | Bandera de ? |  |

| Amonestado | Bandera de ? |

| Amonestado | Bandera de ? |

| Campeón    |
| Caracas FC |

## Estadísticas
| Edder Farías                                                                     | Atlético Venezuela C.F. | 17 | 19 | 0.89 |
| Armando Maita                                                                    | A.C. Lala F.C.          | 10 | 18 | 0.56 |
| Luis Annese                                                                      | Llaneros de Guanare     | 9  | 16 | 0.56 |
| Luis Cabezas                                                                     | Deportivo La Guaira     | 9  | 16 | 0.56 |
| Richard Blanco                                                                   | Mineros de Guayana      | 9  | 17 | 0.53 |
| Aquiles Ocanto                                                                   | Carabobo F.C.           | 9  | 18 | 0.50 |
| Richard Celis                                                                    | Caracas F.C.            | 8  | 17 | 0.44 |
| José Balza                                                                       | Deportivo La Guaira     | 7  | 17 | 0.41 |
| Armando Araque                                                                   | Estudiantes de Caracas  | 7  | 17 | 0.41 |
| José Rivas                                                                       | Trujillanos F.C.        | 7  | 18 | 0.38 |
| José Soda                                                                        | Monagas S.C.            | 6  | 13 | 0.46 |
| Ronaldo Chacón                                                                   | Academia Puerto Cabello | 6  | 16 | 0.38 |
| Lucas Gómez                                                                      | Deportivo Táchira       | 6  | 16 | 0.38 |
| Brayan Velásquez                                                                 | Zulia F.C.              | 6  | 16 | 0.38 |
| Luis Guerra                                                                      | Carabobo F.C.           | 6  | 19 | 0.32 |
| Nota: * Incluye goles anotados en las Liguillas. * (A): Goleador Torneo Apertura |                         |    |    |      |
| Última actualización: 19 de mayo de 2019                                         |                         |    |    |      |
| Fuente: Liga Futve, SoccerDataVEN                                                |                         |    |    |      |

| Jugador             | Equipo                  | Autogoles |
| ------------------- | ----------------------- | --------- |
| Wilson Cuero        | Mineros de Guayana      | 1         |
| Albert González     | Estudiantes de Caracas  | 1         |
| Enmanuel Calzadilla | Academia Puerto Cabello | 1         |
| Henry Plazas        | Aragua F.C.             | 1         |
| Juan Azócar         | Deportivo La Guaira     | 1         |
| Juan Medina         | Deportivo La Guaira     | 1         |
| Giácomo Di Giorgi   | Deportivo Lara          | 1         |
| Luis Carrillo       | Estudiantes de Caracas  | 1         |
| Kevin De La Hoz     | Zamora F.C.             | 1         |

| Jugador                                                                                    | Equipo                  | Asistencias | PJ | Prom |
| Marlon Fernández                                                                           | Atlético Venezuela C.F. | 8           | 18 | 0.44 |
| Edgar Pérez                                                                                | Deportivo Táchira       | 7           | 18 | 0.39 |
| Aquiles Ocanto                                                                             | Carabobo F.C.           | 6           | 18 | 0.33 |
| José Paez                                                                                  | Carabobo F.C.           | 6           | 18 | 0.33 |
| Pablo Bonilla                                                                              | Portuguesa F.C.         | 4           | 13 | 0.31 |
| Arquímedes Figuera                                                                         | Deportivo la Guaira     | 4           | 13 | 0.31 |
| Pedro Ramírez                                                                              | Zamora F.C.             | 4           | 14 | 0.29 |
| Joynner Rivera                                                                             | Estudiantes de Caracas  | 4           | 15 | 0.27 |
| Kuki Martins                                                                               | Caracas F.C.            | 4           | 15 | 0.27 |
| Yonaiker Reyes                                                                             | Llaneros de Guanare     | 4           | 16 | 0.25 |
| Argenis Gómez                                                                              | Mineros de Guayana      | 4           | 18 | 0.22 |
| Luis Guerra                                                                                | Carabobo F.C.           | 4           | 19 | 0.21 |
| Nota: * Incluye asistencias registradas en las Liguillas. * (A): Asistente Torneo Apertura |                         |             |    |      |
| Última actualización: 19 de mayo de 2019                                                   |                         |             |    |      |
| Fuente:Liga FutVe - SoccerDataVEN - transfermarkt                                          |                         |             |    |      |

## Datos y estadísticas
- Primer gol de la temporada: Anotado por Jean Fuentes para el Deportivo La Guaira ante el Monagas S.C. (26 de enero de 2019)
- Gol más rápido:
- Gol más cercano al final del encuentro:

- Mayor victoria local: (6-0) Deportivo La Guaira vs. Trujillanos F.C. (28 de abril de 2019), Mineros de Guayana vs. Portuguesa F.C. (19 de mayo de 2019)

- Mayor victoria visitante: (0-5) A.C. Lala F.C. vs. Mineros de Guayana (26 de enero de 2019)

- Asistencia mas alta: (10.610) Deportivo Táchira vs. Caracas F.C. (10 de febrero de 2019)

### Tripletas, pókers o repokers
Aquí se encuentra la lista de tripletas o hat-tricks y póker de goles (en general, tres o más goles anotados por un jugador en un mismo encuentro) convertidos en la temporada.
| Fecha      | Jugador      | Goles       | Local               |                              | Resultado |                                 | Visitante               | Jornada               |
| ---------- | ------------ | ----------- | ------------------- | ---------------------------- | --------- | ------------------------------- | ----------------------- | --------------------- |
| 9/02/2019  | Edder Farías | 11' 19' 84' | A.C. Lala F.C.      | Bandera del estado Bolívar   | 2 – 3     | Bandera de la Ciudad de Caracas | Atlético Venezuela C.F. | Jornada 3 (Apertura)  |
| 24/03/2019 | José Balza   | 11' 37' 59' | Deportivo La Guaira | Bandera del estado La Guaira | 5 – 2     | Bandera del estado Portuguesa   | Llaneros de Guanare     | Jornada 10 (Apertura) |